# Natação no Campeonato Europeu de Esportes Aquáticos de 2018 - 400 m medley feminino
A prova dos 400 metros medley feminino da natação no Campeonato Europeu de Esportes Aquáticos de 2018 ocorreu no dia 3 de agosto no Tollcross International Swimming Centre, em Glasgow no Reino Unido. 

## Calendário
| Fase          | Data        | Hora  |
| ------------- | ----------- | ----- |
| Eliminatórias | 3 de agosto | 09:30 |
| Final         | 3 de agosto | 17:00 |

Todos os horários estão no horário local (UTC+0)

## Recordes
Antes desta competição, os recordes eram os seguintes:
|                       | Nadadora       | Tempo   | Local          | Data                |
| --------------------- | -------------- | ------- | -------------- | ------------------- |
| Recorde mundial       | Katinka Hosszú | 4:26.36 | Rio de Janeiro | 6 de agosto de 2016 |
| Recorde europeu       | Katinka Hosszú | 4:26.36 | Rio de Janeiro | 6 de agosto de 2016 |
| Recorde do campeonato | Katinka Hosszú | 4:30.90 | Londres        | 16 de maio de 2016  |

## Medalhistas
| Ouro                   | Prata                 | Bronze             |
| Fantine Lesaffre (FRA) | Ilaria Cusinato (ITA) | Hannah Miley (GBR) |

## Resultados

### Eliminatórias
Esses foram os resultados das eliminatórias. 
| Pos. | Bateria | Raia | Nadadora               | Nacionalidade | Tempo   | Notas |
| ---- | ------- | ---- | ---------------------- | ------------- | ------- | ----- |
| 1    | 3       | 3    | Fantine Lesaffre       | França        | 4:36.17 | Q     |
| 2    | 2       | 4    | Aimee Willmott         | Reino Unido   | 4:38.28 | Q'    |
| 3    | 3       | 4    | Ilaria Cusinato        | Itália        | 4:39.02 | Q'    |
| 4    | 2       | 6    | Zsuzsanna Jakabos      | Hungria       | 4:39.26 | Q'    |
| 5    | 3       | 5    | Hannah Miley           | Reino Unido   | 4:39.52 | Q'    |
| 6    | 2       | 5    | Catalina Corró         | Espanha       | 4:40.69 | Q'    |
| 7    | 2       | 2    | Anja Crevar            | Sérvia        | 4:40.99 | Q'    |
| 8    | 2       | 3    | Carlotta Toni          | Itália        | 4:42.06 | Q'    |
| 9    | 3       | 7    | Alessia Polieri        | Itália        | 4:42.07 |       |
| 10   | 3       | 2    | Abbie Wood             | Reino Unido   | 4:43.80 |       |
| 11   | 3       | 1    | Victoria Kaminskaya    | Portugal      | 4:44.22 |       |
| 12   | 2       | 1    | Barbora Závadová       | Chéquia       | 4:46.87 |       |
| 13   | 3       | 6    | Viktoriya Zeynep Güneş | Turquia       | 4:47.63 |       |
| 14   | 2       | 7    | Cyrielle Duhamel       | França        | 4:48.32 |       |
| 15   | 2       | 8    | Paulina Żukowska       | Polónia       | 4:49.76 |       |
| 16   | 3       | 8    | Aleksandra Knop        | Polónia       | 4:51.65 |       |
| 17   | 1       | 4    | Vilma Ruotsalainen     | Finlândia     | 4:56.41 |       |
| 18   | 1       | 3    | Shahar Menahem         | Israel        | 4:58.42 |       |
| 19   | 3       | 0    | Irina Krivonogova      | Rússia        | 4:58.73 |       |
| 20   | 1       | 5    | Nikoleta Trníková      | Eslováquia    | 5:02.59 |       |
| 21   | 2       | 0    | Lea Polonsky           | Israel        | 5:05.48 |       |

### Final
Esse foi o resultado da final. 
| Pos.              | Raia | Nadadora          | Nacionalidade | Tempo   | Notas |
| ----------------- | ---- | ----------------- | ------------- | ------- | ----- |
| Medalha de ouro   | 4    | Fantine Lesaffre  | França        | 4:34.17 |       |
| Medalha de prata  | 3    | Ilaria Cusinato   | Itália        | 4:35.05 |       |
| Medalha de bronze | 2    | Hannah Miley      | Reino Unido   | 4:35.34 |       |
| 4                 | 5    | Aimee Willmott    | Reino Unido   | 4:35.77 |       |
| 5                 | 6    | Zsuzsanna Jakabos | Hungria       | 4:38.48 |       |
| 6                 | 7    | Catalina Corró    | Espanha       | 4:38.83 |       |
| 7                 | 8    | Carlotta Toni     | Itália        | 4:40.18 |       |
| 8                 | 1    | Anja Crevar       | Sérvia        | 4:41.40 |       |

Legenda
| Recorde mundial       | Recorde mundial (World record)               |                       | Recorde africano                      | Recorde africano (African) |                                           | Q | Classificado por posição (Qualified) |
| Recorde do campeonato | Recorde do campeonato (Championship record)  | Recorde da América    | Recorde da América (Americas)         | q                          | Classificado por melhor tempo (Qualified) |   |                                      |
| Melhor marca do ano   | Melhor marca do ano (World leading)          | Recorde asiático      | Recorde asiático (Asian)              | DNS                        | Não largou (Did not start)                |   |                                      |
| Recorde nacional      | Recorde nacional (National record)           | Recorde europeu       | Recorde europeu (European)            | DNF                        | Não terminou (Did not finish)             |   |                                      |
| Recorde pessoal       | Recorde pessoal do atleta (Personal best)    | Recorde da Oceania    | Recorde da Oceania (Oceania)          | DSQ / DQ                   | Desclassificado (Disqualified)            |   |                                      |
| Recorde da temporada  | Recorde da temporada do atleta (Season best) | Recorde sul-americano | Recorde sul-americano (South America) | NM                         | Sem marca (No mark)                       |   |                                      |